# Eupithecia viidaleppi
Eupithecia viidaleppi är en fjärilsart som beskrevs av András Vojnits 1981. Eupithecia viidaleppi ingår i släktet Eupithecia och familjen mätare. Inga underarter finns listade i Catalogue of Life.